# Вальїбона

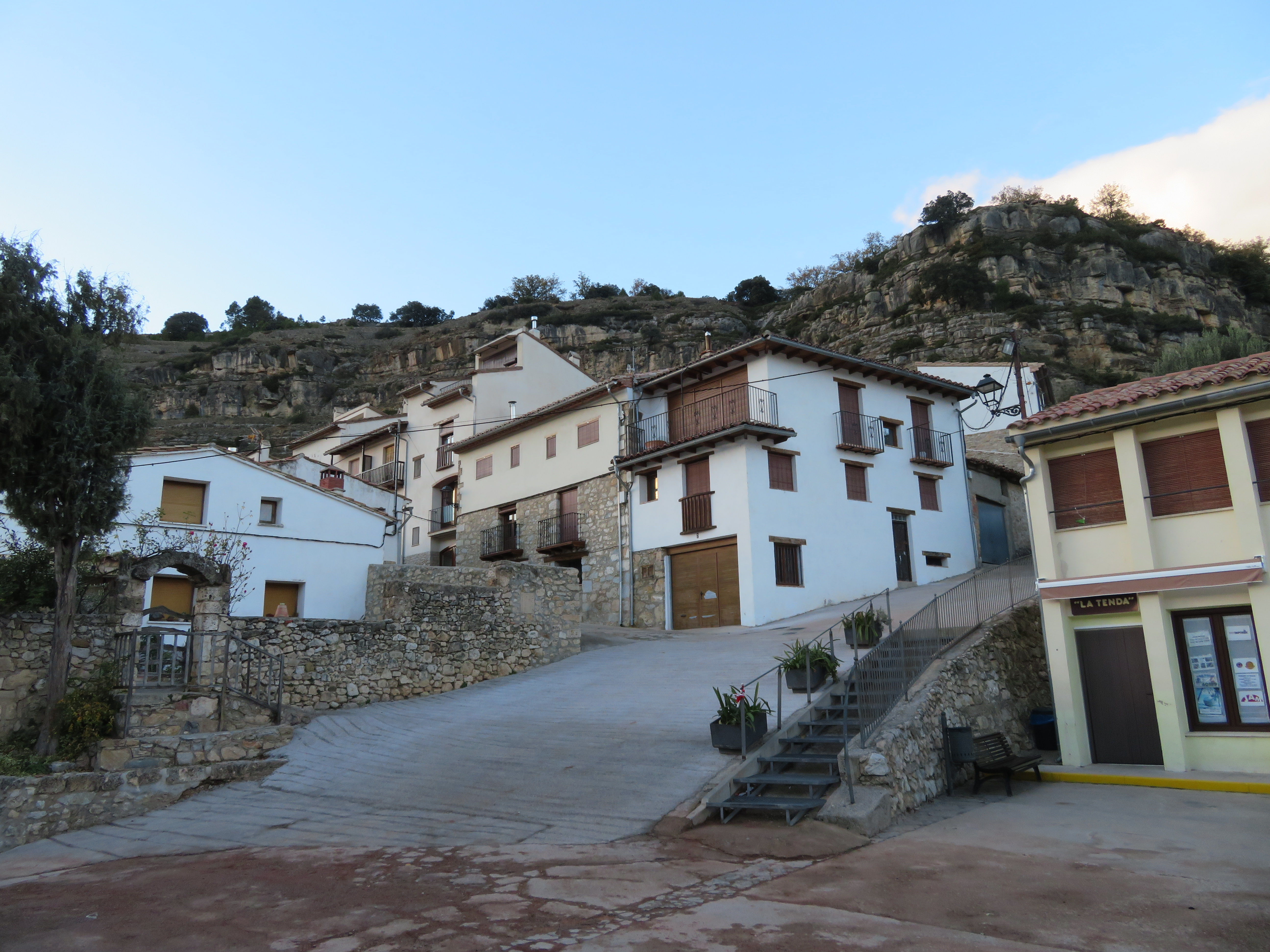
Вальїбона (Vallibona).

Вальїбона (валенс. Vallibona, ісп. Vallibona) — муніципалітет в Іспанії, у складі автономної спільноти Валенсія, у провінції Кастельйон. Населення — 100 осіб (2010).

## Географія
Муніципалітет розташований на відстані близько 310 км на схід від Мадрида, 70 км на північ від міста Кастельйон-де-ла-Плана.

## Демографія

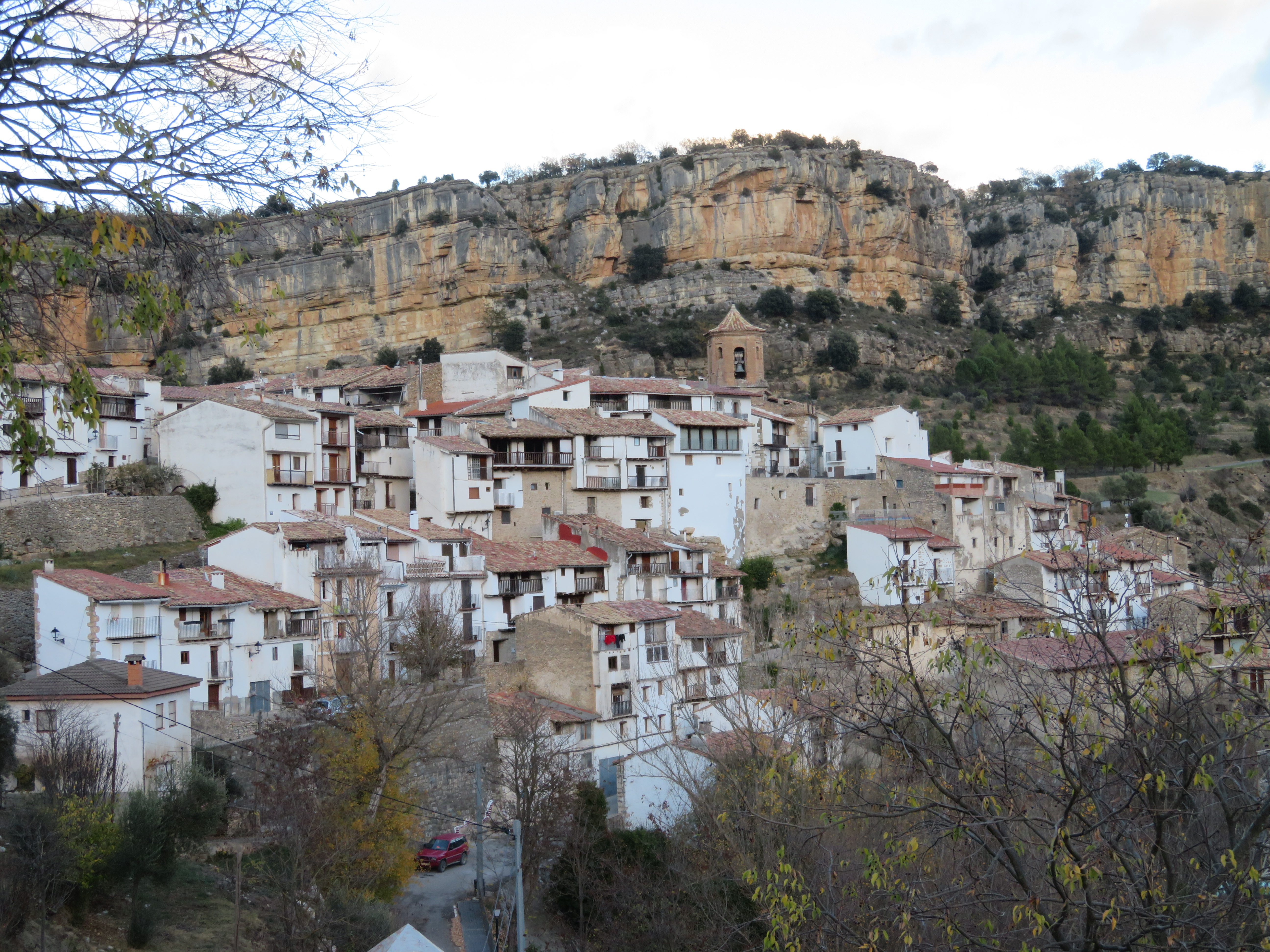
Вальїбона (Vallibona, Castellón, España)

Динаміка населення (INE ):

## Галерея зображень

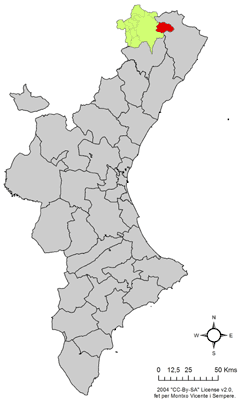
Розташування муніципалітету Вальїбона у автономній спільноті Валенсія
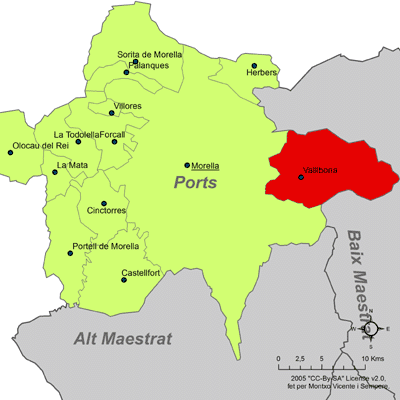
Розташування муніципалітету Вальїбона у комарці Лос-Пуертос-де-Морелья